# Amblyglyphidodon
Az Amblyglyphidodon  a sugarasúszójú halak (Actinopterygii) osztályába a sügéralakúak (Perciformes) rendjébe és a korállszirtihal-félék családjába tartozó nem.

## Rendszerezés
A nembe az alábbi 9 faj tartozik:
- arany korallsügér (Amblyglyphidodon aureus)
- Amblyglyphidodon batunai
- Amblyglyphidodon curacao
- sárgaúszójú korallsügér (Amblyglyphidodon flavilatus)
- Amblyglyphidodon indicus
- fehérhasú korallsügér (Amblyglyphidodon leucogaster)
- Amblyglyphidodon melanopterus
- Amblyglyphidodon orbicularis
- Amblyglyphidodon ternatensis